# إميليو غوميز
إميليو غوميز مواليد 28 نوفمبر 1991 في غواياكيل، هو لاعب كرة مضرب إكوادوري. حصل على أعلى تصنيف له في الفردي وكان المركز الـ 90 في سنة 2023م. وكذلك حصل على أعلى تصنيف له في الزوجي وكان المركز الـ 254 في سنة 2015م.

## روابط خارجية
- إميليو غوميز على موقع رابطة محترفي التنس (الإنجليزية)
- إميليو غوميز على موقع الاتحاد الدولي لكرة المضرب (الإنجليزية)
- إميليو غوميز على موقع كأس ديفيز (الإنجليزية)
- إميليو غوميز على موقع خلاصة التنس.كوم (الإنجليزية)